# Metopoceras gauckleri
Metopoceras gauckleri là một loài bướm đêm trong họ Noctuidae.